# 弗朗索瓦·戈贝

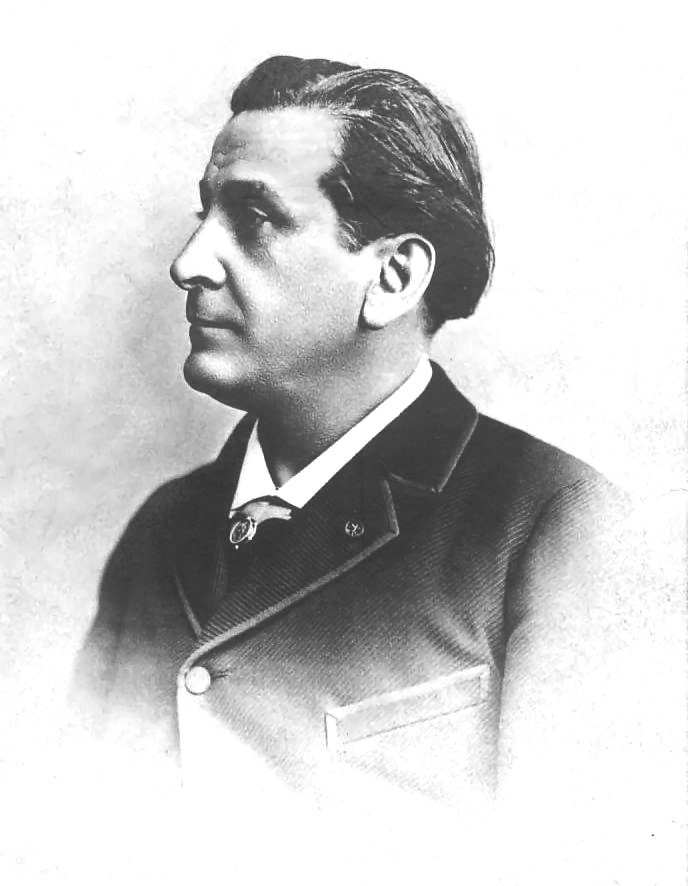
弗朗索瓦·戈贝

弗朗索瓦·爱德华·若阿基姆·戈贝（法語：François Edouard Joachim Coppée，法語發音：[fʁɑ̃swa ədwaʁ ʒɔakim kɔpe]；又译科贝、科佩，1842年1月26日—1908年5月23日），法国诗人、小说家。

## 生平
出生于巴黎一个公务员家庭，高中毕业后成为陆军部的一名文员，开始写诗，成为有名望的高蹈派诗人。1878年成为法蘭西喜劇院的档案管理员，1884年被选入法兰西学院，1888年获法国荣誉军团勋章。

## 作品
戈贝被称为“平凡人的作家”，因为他的诗往往描写平凡人朴素的情感。

### 诗集
- 遗物盒（1866年）
- 亲密（1868年）
- 平凡人（1872年）
- 散步和家庭（1875年）
- 红本子（1874年）
- 纪事和悲歌（1878年）

### 诗剧
- 行人（1869年）
- 格莱摩纳的制琴匠（1876年）
- 为了王冠（1895年）